# Marano sul Panaro
Marano sul Panaro ist eine italienische Gemeinde (comune) mit 5283 Einwohnern (Stand 31. Dezember 2023) in der Provinz Modena in der Emilia-Romagna. Die Gemeinde liegt etwa 20,5 Kilometer südsüdöstlich von Modena am Parco regionale dei Sassi di Roccamalatina. Die östliche Gemeindegrenze bildet der Panaro.

## Gemeindepartnerschaften
Marano sul Panaro unterhält Partnerschaften mit der französischen Gemeinde Montlouis-sur-Loire im Département Indre-et-Loire sowie seit 2002 mit dem griechischen Kofinas (Gortyna) auf Kreta.